# Tourah (Égypte)
Pour les articles homonymes, voir Tourah.
Tourah est situé en Égypte, au sud de la banlieue du Caire et sur la rive est du Nil, non loin de Maadi. Ce lieu est particulièrement célèbre pour les carrières souterraines ayant fourni aux pharaons de l'Ancien et du Moyen Empire les pierres de calcaire fin destinées à l'édification de leurs tombeaux.
La ville est aussi connue pour son complexe de sept prisons, fondé en 1928 par Moustapha el-Nahhas Pacha, dans lesquelles de nombreuses personnalités du régime Moubarak ont été emprisonnées au lendemain de la révolution de 2011.
La société de cimenterie Tourah Cement, fondée en 1927, est la plus importante d’Égypte. C'est une filiale du groupe allemand HeidelbergCement. En 2019, elle est lourdement endettée et menacée de faillite à cause de la surproduction : son directeur estime qu'au cours de l'année, les entreprises égyptiennes produiront 85 millions de tonnes de ciment alors que la consommation nationale ne dépasse pas 50 millions de tonnes.

Tourah de l'Antiquité à l'époque contemporaine
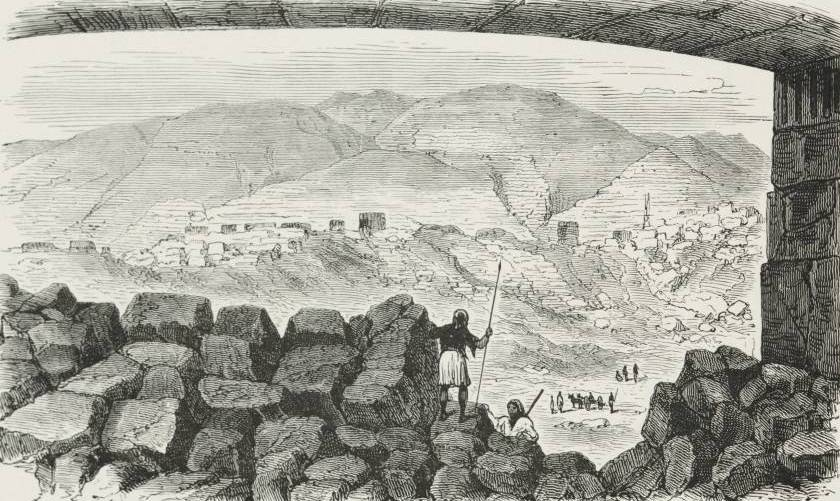
Carrières de Tourah dans l'Antiquité, gravure de B. Strassberger, New York, 1878.
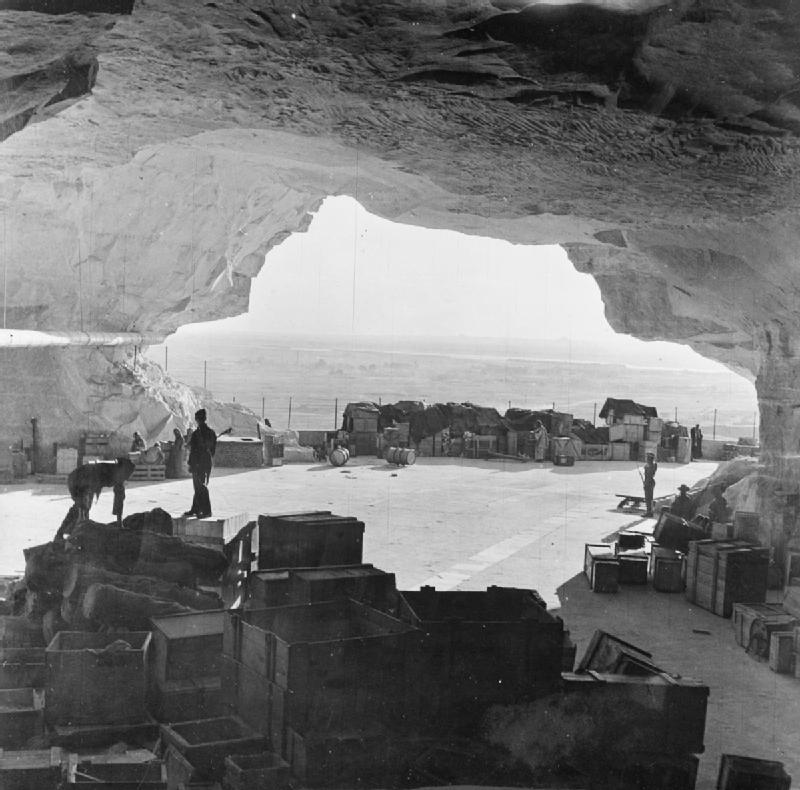
Carrières de Tourah utilisées comme entrepôt et atelier de maintenance de la Royal Air Force en 1944-1945.
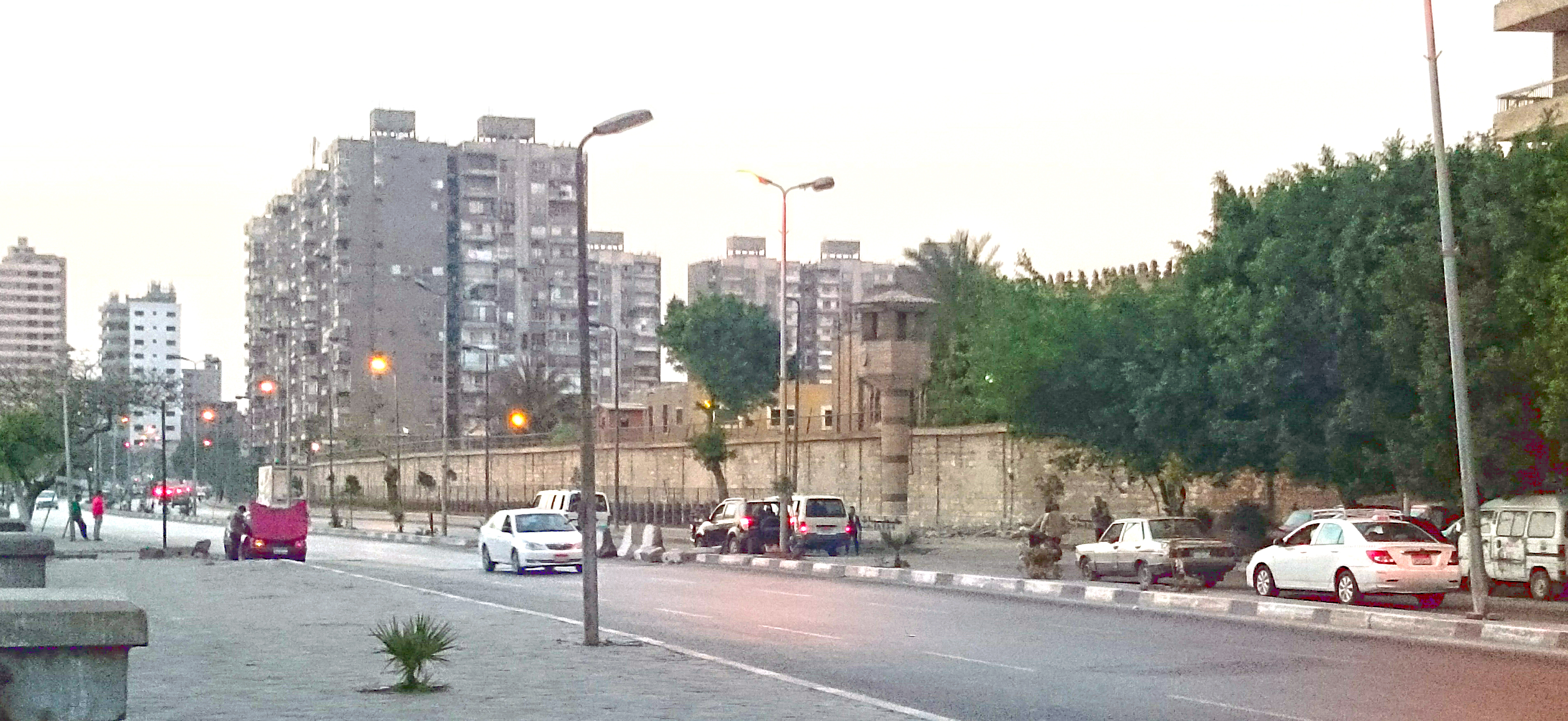
Prison de Tourah en 2015.